# Art féministe

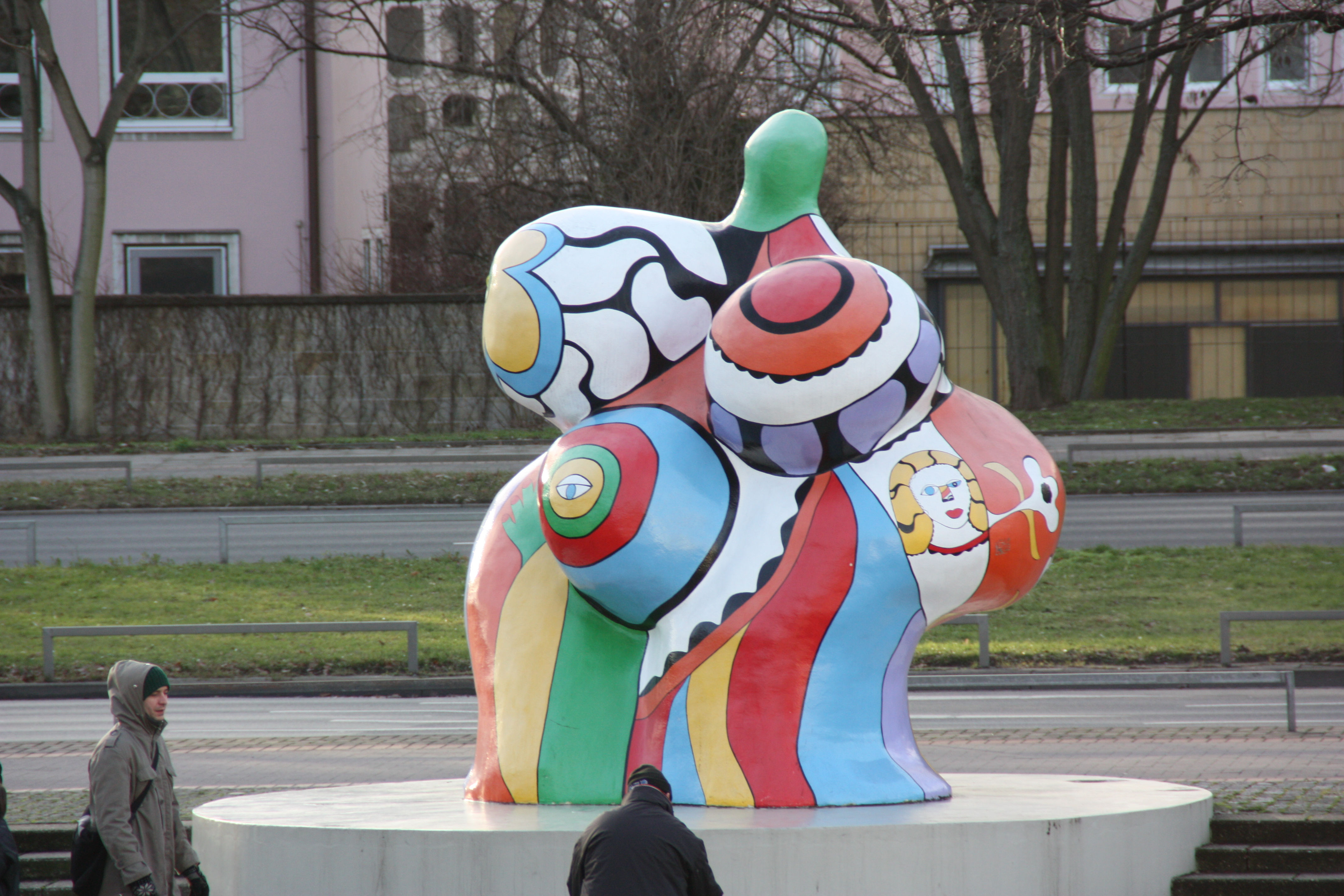
Une Nana de Niki de Saint Phalle.

L'art féministe est un mouvement artistique contemporain regroupant des artistes et des œuvres revendiquant ou s'inscrivant dans un discours féministe. Son apparition, dans les années 1960 et 1970 est concomitante à la prise d'ampleur du mouvement féministe, mais également à l'émergence de nouvelles formes d'expressions artistiques, comme la performance.

## Histoire
En France, la formation des femmes artistes ne devient possible que lorsque les écoles de beaux-arts leur autorisent l'accès à la formation. L'Académie royale de peinture et de sculpture créée en 1648 les accepte bien qu'elles ne puissent pas suivre les enseignements réservés aux hommes, comme celui du nu, et bien qu'elle émet une résolution en 1710 de ne plus les admettre, même si elle n'est pas vraiment appliquée. Un afflux d'artistes féminines à l'académie fait craindre la concurrence pour les artistes hommes, et le 31 mai 1783 un quota de quatre femmes maximum est fixé.
À la Révolution, les académies royales sont démantelées et on crée l'Institut, qui exclut les femmes artistes après des débats houleux sur la question de la mixité, auxquels Maximilien Robespierre participe. L'Académie des beaux-arts, créée en 1816, n'accepte pas les femmes non plus. Le prestigieux prix de Rome admettra une femme seulement en 1903.
Le Salon des femmes peintres et sculpteurs est fondé en 1881 pour revendiquer l'égalité des droits entre artistes hommes et femmes.
L'art dit « féministe » apparaît dans les années 1960 et 1970 grâce à un mouvement vers l'art féministe (en), qui, au sein de la deuxième vague féministe, a pour but de produire un art qui reflète les vies et les ressentis des femmes. Depuis cette période, on redécouvre aussi les artistes femmes oubliées de l'histoire et, parallèlement, une réflexion théorique se démarquant des analyses de Clement Greenberg inclut des données sociétales telles que le sexe, le genre et la race dans l'analyse des œuvres produites.
Dans les années 1980, alors que l'antiféminisme connaît un regain aux États-Unis — c'est le backlash ou « retour en arrière » —, des artistes féministes répliquent. La réponse qui semble la plus probable à ce mouvement d'opposition est celle donnée par Carolee Schneemann. Ne pouvant acquérir le statut d'artiste en raison de son sexe, elle n'hésite pas à se dresser contre le gouvernement et l'ensemble de ces hommes au travers de ses productions cinématographiques.

## Formes artistiques et idéologie
Plusieurs questionnements se posent aux femmes artistes dans les années 1970 : faut-il prendre part au système ou tenter de l'annihiler ? Y a-t-il possibilité d'influer sur le cours de l'art, et intérêt à la faire ? Existe-t-il un « art féminin » inaccessible aux hommes ? La notion même d' « art féministe » pose question, pouvant laisser supposer soit une essence féminine, soit un style particulier, soit encore un engagement militant. Or les formes de ce que l'on peut associer à l'art dit féministe sont très diverses et les liens entre féminité, art et féminisme plus ou moins forts. La délimitation d'un art féministe est difficile à établir quand, par ailleurs, des formes d'activisme, sans relever à proprement parler du domaine de l'art, empruntent ses formes. L'exposition en 2016 à la Galerie Michèle Didier réunissant les Guerrilla Girls et le groupe d'action féministe La Barbe rendait compte de ces glissements possibles.

## Contexte

### Difficultés de production
Dans Une chambre à soi, Virginia Woolf note que l'art dépend de la liberté intellectuelle, qui elle-même dépend des conditions matérielles, lesquelles ont toujours désavantagé les femmes,.

### Part de femmes dirigeantes et exposées
En France, alors que 64 % des effectifs des écoles d'art sont des femmes (année 2012-2013), la part de celles-ci parmi les postes de direction est bien plus faible. En effet, les femmes accèdent à des postes de responsabilité moins élevés, ce qui peut entretenir un biais dans les choix effectués et maintenir la faible part d'artistes femmes exposées. Certaines politiques publiques ont instauré la parité, alors que des expositions comme Elles@centrepompidou ne programment que des femmes dans le but de renforcer leur visibilité.

### Une cote moindre sur le marché de l'art
Les femmes représentent un peu moins d'un quart des grands palmarès du marché de l'art, au milieu des années 2010 comme au milieu des années 2000, alors qu'elles en représentaient moins de 5 % au milieu des années 1980. Mais, même en mettant à part âge et nationalité, les œuvres des femmes se vendent moins cher que celles des hommes. Le fait que les femmes aient été minoritaires pendant longtemps au sein du monde de l'art serait un facteur explicatif de ce phénomène, qui aurait de plus tendance à s'auto-alimenter.

## Artistes
Judy Chicago, Audrey Flack, Nancy Fried, Joyce Kozloff, Ana Mendieta, Miriam Schapiro, Nancy Spero ou encore Vanessa Beecroft sont les artistes phares de l'art féministe. Il existe aussi des collectifs artistiques féministes qui œuvrent pour faire vouloir le droit des femmes au sein du monde de l'art, comme les Guerrilla Girls. Présentes dans le monde de l'art contemporain depuis les années Reagan, elles cherchent à s'affranchir du patriarcat blanc qui régit le monde artistique. Revêtant des masques de gorille ainsi que des pseudonymes de grandes figures féminines historiques, elles rendent compte des différences évidentes entre les hommes et les femmes. Pour ce faire, elles comptabilisent la représentation féminine au sein d'expositions organisées dans les plus grands musées du monde.

## L'art dans le féminisme noir
Le féminisme noir (principalement afro-américain) construira son art en opposition au féminisme blanc : il y a l'envie de représenter des femmes noires dans l'art, souvent oubliées. La problématique de la ré-appropriation culturelle est aussi présente dans l’œuvre de ces artistes, comme Annia Diviani ou Harmonia Rosales.

### L'influence du blues sur l'art féministe
On trouve dans le blues les racines d'un art fait par des femmes. Peu de temps après l'abolition de l'esclavage aux États-Unis, des chanteuses de blues vont apparaître, parmi lesquelles Ma Rainey ou Bessie Smith. Elles ne vont pas encore dénoncer la misogynie mais la nommer, ce qui est une première étape. Angela Davis, dans son article « Blues et féminisme noir » écrit : 

« Un prélude historique annonçant la contestation sociale à venir » et « tout ce qui constitue les réalités de vie de la classe laborieuse africaine-américaine […] y compris ses aspects considérés comme immoraux par la culture dominante ou la bourgeoisie noire. »

## Formes
Dans l'art public féministe, il peut y avoir une volonté de démontrer la capacité féminine à travailler à l'échelle monumentale, mais aussi une volonté de démocratiser l'art et ses messages, ou d'afficher des revendications.

## Expositions
Plusieurs manifestations artistiques dans le monde ont rendu hommage à l'art féministe. Sur le site de la revu n.paradoxa, Katy Deepwell recense les catalogues d'expositions d'art féministe post-1970.

### En France
En France, la première exposition d'art féministe est Vraiment, féministe et art organisée par Laura Cottingham à Grenoble en 1997. L’événement rassemble une trentaine d'artistes, parmi lesquelles Adrian Piper, Gina Pane, Martha Rosler, Hannah Wilke ou Nicole Eisenman. Pour la partie française de l'exposition, Laura Cottingham est épaulée par Armelle Leturcq qui effectue les recherches pour retrouver  les artistes françaises. (Ghada Amer, Géraldine Gallavardin, Nicole Gravier, Françoise Janicot, Tania Mouraud, Nicole Croiset...). Néanmoins, c'est en 2009, avec l'accrochage des collections elles@centrepompidou au musée national d'Art moderne, orchestré par Camille Morineau, que s'opère véritablement un changement dans l'histoire des expositions. Durant près de deux ans, les espaces du musée sont consacrés aux œuvres des artistes femmes de la collection.
En 2018, l'exposition Women House à la Monnaie de Paris, sous le commissariat de Camille Morineau et Lucia Pesapane, réunit 40 artistes interrogeant le genre féminin et le domestique, espace assigné aux femmes et lieu de domination du corps féminin.
La même année, Tara Londi propose un panorama des artistes féministes dans l'exposition Mademoiselle à Sète.

### Aux États-Unis

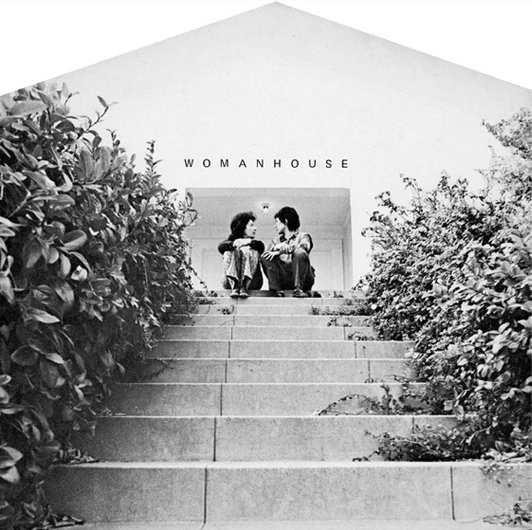
Couverture du catalogue d'exposition Womanhouse avec Judy Chicago et Miriam Schapiro.

En 2007, la côte Ouest et la côte Est connaissent leurs grandes expositions respectives, avec WACK! Art and the Feminist Revolution au musée d'Art contemporain de Los Angeles et Global Feminisms, présentée au Elizabeth A. Sackler Center for Feminist Art du Brooklyn Museum à New York.
À partir des années 2010, les commissaires d'exposition s'intéressent à des histoires des féminismes plus spécifiques. Ainsi en 2017, deux expositions majeures voient le jour. We Wanted a Revolution: Black Radical Women du Elizabeth A. Sackler Center for Feminist Art du Brooklyn Museum présente le combat des artistes et activistes africaines-américaines des années 1960 aux années 1980, alors que Radical Women: Latin American Art, 1960–1985 au Hammer Museum montrent l'apport des artistes féministes sud-américaines à l'art contemporain.

### Au Brésil
En janvier 2021, Juliana Notari inaugure sa sculpture monumentale Diva, une forme vulvaire rouge vif de 33 mètres de long et 6 mètres de profondeur, à flanc de colline.

### Base de données
- Artistes ou œuvres rattaché(e)s à l'art féministe (liste incomplète issue des données de Wikidata)